# Thomas Kinne
Thomas Kinne (nacido 26 de febrero de 1961 en Niederbieber-Segendorf, ahora Neuwied, Alemania) es un traductor, autor, editor, periodista y filólogo alemán. Se hizo conocido como concursante de programas de concursos en la televisión alemana y estadounidense. En la séptima temporada de Gefragt – gejagt, Kinne se unió al equipo de «cazadores» del programa como «Doctor Quiz» („Quizdoktor“ en alemán).

## Carrera
Después de la escuela secundaria y el servicio militar en la Bundeswehr, Kinne estudió periodismo, cine y las idiomas y culturas estadounidenses, ingleses y españoles en la Universidad Johannes Gutenberg de Maguncia y en la Universidad Estatal de San Francisco en San Francisco (California). Ya durante sus estudios, apareció en programas de televisión y comenzó a trabajar como traductor independiente para varias cadenas de televisión y compañías de producción. Tradujo guiones de conocidas series de televisión como Cheers y Hill Street Blues al alemán, así como series, películas y documentales alemanes al inglés. Kinne se convirtió en autónomo como traductor a mediados de la década de 1990, y desde entonces ha traducido libros de no ficción junto con su trabajo para televisión. Además, escribió o editó varias guías turísticas y libros ilustrados.
Además de su profesión, Kinne tiene una de las mayores colecciones de la serie de cómics francés Astérix en más de 130 idiomas y dialectos.

## Apariciones en televisión
- 1991: Riskant! (versión alemana de Jeopardy!)
- 1992: Tic Tac Toe (versión alemana de Tic-Tac-Dough): ganador (tres veces)[10]
- 1994: Jeopardy! (segunda versión alemana), presentado por Frank Elstner: ganador (cinco veces)[11]
- 1995: Jeopardy! ChampionsCup (torneo de campeones)
- 1996: Jeopardy! Olympic Tournament (versión original estadounidense), presentado por Alex Trebek[12]
- 1996: Jeder gegen jeden (versión alemana de 15 to 1)
- 2001: Der Schwächste fliegt (versión alemana de The Weakest Link): ganador[13]
- 2002: Einer gegen 100 (versión alemana de Eén tegen 100)
- 2015: Gefragt – gejagt (versión alemana de The Chase): ganador[14]
- 2017: hessenquiz: ganador
- 2017, 2023: Der Quiz-Champion: ganador
- 2018: Jackpot-Jäger: «maestro»[15]
- 2019: Sorry für alles (versión alemana de Sorry voor alles)[16]
- desde 2018: Gefragt – gejagt: «cazador»
- 2020, 2022, 2023: Quizduell Olymp
- 2021, 2022: Wer weiß denn sowas?[17]
- 2022: Gipfel der Quizgiganten: ganador[18]
- desde 2022: Allein gegen alle: «cazador»
- 2022, 2023: Klein gegen Groß – Das unglaubliche Duell
- 2022: Doppelt kocht besser (versión alemana de Chéri(e), c'est moi le chef!)

## Obras (selección)
- Elemente jüdischer Tradition im Werk Woody Allens («Elementos de la tradición judía en la obra de Woody Allen»). Peter Lang, Fráncfort del Meno 1996, ISBN 3-631-48530-1.
- „Woody Allen und die Juden: Willkommen im Club“ («Woody Allen y los judíos: Bienvendo al club»). En: Beate Neumeier (ed.): Jüdische Literatur und Kultur in Großbritannien und den USA nach 1945 («Literatura y cultura judía en Gran Bretaña y los EE.UU. después de 1945»). Harrassowitz, Wiesbaden 1998, ISBN 3-447-04108-0.
- Seychellen: Trauminseln im Indischen Ozean («Las Seychelles: Islas de los sueños en el Océano Índico») (con Thomas Haltner, fotógrafo), Verlagshaus Würzburg, Wurzburgo 2016, ISBN 978-3-8003-4467-3.
- Seychellen («Las Seychelles»). Gräfe und Unzer, Múnich 2019, ISBN 978-3-8464-0460-7.